# مایک دراپ
«مایک دراپ» (انگلیسی: Mic Drop) ترانه‌ای ضبط شده در دو زبان (کره‌ای و ژاپنی) از گروه پسرانهٔ کره‌ای بی‌تی‌اس است. نسخهٔ کره‌ای اریجینال شامل یک بی-ساید ترک از پنجمین آلبوم چندآهنگهٔ گروه به نام عاشق خودت باش: او (۲۰۱۷) بوده‌است و بعداً توسط تهیه‌کننده و دی‌جی آمریکایی، استیو آئوکی، ریمیکس شد. این ریمیکس به عنوان دومین تک‌آهنگ از ئی‌پی عاشق خودت باش: او در ۲۴ نوامبر ۲۰۱۷ توسط بیگ هیت انترتینمنت و با همکاری رپر آمریکایی به نام دیزاینر منتشر شد. ورژن ژاپنی زبان «مایک دراپ» در ۶ دسامبر ۲۰۱۷ توسط دف جم رکوردینگز و ویرجین رکوردز به عنوان یک آلبوم تک‌آهنگ تریپل ای-ساید منتشر شد که شامل ترانه‌های «دی‌ان‌ای» و آهنگ اریجینال و جدید «برف کریستالی» بود که هر دوی این آهنگ‌ها به زبان ژاپنی بودند. متن هر دو نسخهٔ کره‌ای و ژاپنی ترانهٔ «مایک دراپ»، توسط سوپرمی بوی، جی-هوپ، آراِم و پی‌داگ نوشته شده و تهیه‌کنندگی آن را نیز این پنج نفر انجام داده‌اند. نسخهٔ ریمیکس نیز توسط همین پنج ترانه‌سرا در کنار آئوکی، دیزاینر، تایلا پارکس، فلوسیک، و شه جکوبز نوشته شده‌است. تهیه‌کنندگی این نسخهٔ ریمیکس بر عهدهٔ آئوکی، در کنار پی‌داگ بوده‌است.
«مایک دراپ» یک آهنگ هیپ هاپ است که لیریک آن، دستاوردهای مختلف بی‌تی‌اس را جشن می‌گیرد.

## تاریخچهٔ انتشار
| کشور                | تاریخ           | قالب(ها)              | ورژن   | ناشر(ها)           | منابع  |
| ------------------- | --------------- | --------------------- | ------ | ------------------ | ------ |
| مختلف               | ۱۸ سپتامبر ۲۰۱۷ | دانلود دیجیتال استریم | کره‌ای  | بیگ هیت انترتینمنت | [ ۹ ]  |
| مختلف               | ۲۴ نوامبر ۲۰۱۷  | دانلود دیجیتال استریم | ریمیکس | بیگ هیت انترتینمنت | [ ۱۰ ] |
| ایالات متحده آمریکا | ۵ دسامبر ۲۰۱۷   | هیت رادیو             | ریمیکس | بیگ هیت رد میوزیک  | [ ۱۱ ] |
| ژاپن                | ۶ دسامبر ۲۰۱۷   | سی‌دی تک‌آهنگ           | ژاپنی  | دف جم ویرجین       | [ ۱۲ ] |
| ژاپن                | ۶ دسامبر ۲۰۱۷   | سی‌دی+دی‌وی‌دی           | ژاپنی  | دف جم ویرجین       | [ ۱۳ ] |
| ژاپن                | ۶ دسامبر ۲۰۱۷   | سی‌دی+بوک لت           | ژاپنی  | دف جم ویرجین       | [ ۱۴ ] |
| مختلف               | ۶ دسامبر ۲۰۱۷   | دانلود دیجیتال استریم | ژاپنی  | دف جم ویرجین       | [ ۱۵ ] |